# Manfred Gräsbeck
Manfred Uno Gustaf Gräsbeck, född 16 juli 1955 i Åbo, är en finländsk violinist och komponist. Han är son till tonsättaren Gottfrid Gräsbeck och pianisten La Vonne Gräsbeck.
Gräsbeck har studerat vid bland annat Åbo musikinstitut och Sibelius-Akademin (diplom 1982) samt i Kiev. År 1982 utsågs han till konsertmästare vid Nationaloperans orkester. Han har komponerat symfonier och musik för violin.